# Vương Thiếu Cơ
Vương Thiếu Cơ (chữ Hán: 王少姬) là hoàng hậu của Phế Đế Trần Bá Tông trong lịch sử Trung Quốc.

## Tiểu sử
Cha của Vương Thiếu Cơ là Vương Cố (王固), đại thần bậc trung của nhà Lương và nhà Trần, một người cháu họ Lương Vũ Đế.
Năm 560, Trần Thiến chọn Vương Thiếu Cơ làm thái tử phi của Trần Bá Tông. Lúc đó không rõ Vương Thiếu Cơ bao nhiêu tuổi, còn Trần Bá Tông thì chỉ mới 6 hay 8 tuổi. Vương thái tử phi sinh hạ một người con trai tên là Trần Chí Trạch (陳至澤) vào năm 566.

## Hoàng hậu
Năm 566, Trần Văn Đế băng hà. Trần Bá Tông nối ngôi, tức Trần Phế Đế. Ông lập Vương thái tử phi làm hoàng hậu, và đến mùa thu năm 567 thì lập Trần Chí Trạch làm thái tử.
Sau đó, đã xảy ra các mâu thuẫn giữa những đại thần được Trần Văn Đế giao phó công việc khi qua đời.
Mùa đông năm 568, hoàng thúc là Trần Húc đã ban một chiếu chỉ nhân danh Chương thái hoàng thái hậu, vu cáo và phế truất Trần Bá Tông, giáng làm Lâm Hải vương. Vương hoàng hậu bị giáng làm Lâm Hải vương phi.
Trần Húc đã để trống ngôi vua trong hơn một tháng, song cuối cùng đã lên ngôi vào xuân năm 569, trở thành Trần Tuyên Đế.
Trần Bá Tông qua đời vào xuân năm 570, con là Trần Chí Trạch kế tập tước hiệu Lâm Hải vương. Vương Thiếu Cơ trở thành Lâm Hải vương thái phi. Bà qua đời vào những năm Chí Đức (至德) 583-586 của hậu chủ Trần Thúc Bảo.